# КК Обрадоиро
КК Обрадоиро (шп. Obradoiro CAB) је шпански кошаркашки клуб из Сантијаго де Компостеле. Из спонзорских разлога назив клуба гласи Рио Натура Монбус. Тренутно се такмичи у АЦБ лиги.

## Историја
Клуб је основан 1970. године и играо је по нижим ранговима све до 2009. када дебитују у АЦБ лиги. Већ у првој сезони у највишем рангу су заузели претпоследње место и испали у нижи ранг. 
Међутим већ након једне сезоне се враћају у АЦБ лигу. У сезони 2012/13. су забележили најбољи резултат. Освојили су 8. место у регуларном делу сезоне и пласирали се у плејоф где су заустављени већ у првој рунди од каснијег шампиона Реал Мадрида. 

## Познатији играчи
- Мејсио Бастон
- Костас Василијадис
- Марио Делаш
- Нихад Ђедовић
- Стефон Лазме
- Милтон Паласио